# Bo Knape
Bo Karl-Olof Knape (16 de agosto de 1949) é um velejador sueco, medalhista olímpico. Ele competiu nos Jogos Olímpicos de Verão de 1972 na classe Soling e conquistou a medalha de prata, ao lado de Stig Wennerström, Stefan Krook e Lennart Roslund. Durante toda sua carreira profissional, fez parte do clube Göteborgs Kungliga Segelsällskap.